# Орель (озеро)
Оре́ль — крупное пресноводное озеро тектонического происхождения на Дальнем Востоке России, в бассейне реки Амур, недалеко от его устья.
Расположено на территории Николаевского района Хабаровского края. На берегу озера находится село Орель-Чля.
Объект входит в перечень водных путей РФ село Орель-Чля — исток протоки Пальвинской, 5 км.

## Гидрография
Площадь 314 км² (зависит от уровня воды, площадь зеркала может уменьшаться до 280 км²). Площадь водосбора 4990 км². По площади зеркала является 4-м озером Хабаровского края и 41-м в России.
Средняя глубина 1,6 м, максимальная — 3,8 м. Объём заключенной воды около 0,5 км³. Озеро лежит недалеко от левого берега реки Амур, с которой оно соединено рядом проток. В протоке Пальвинской сказывается влияние приливных колебаний уровня воды, приходящих из Амура. Подъём уровня воды может достигать 2 м.
Основная подпитка озера осуществляется за счёт стока рек Джапи и Бекчи, отток воды происходит по реке Амуркан. Прозрачность озёрной воды 0,4-0,8 м.

## Флора
Водная растительность представлена ковровыми куртинами из болотоцветника щитолистного, подводными полями пузырчатки и рдестами, распространённым на мелководье в устьевых участках. Побережье южной и северо-восточной части озера сильно заросло камышом и тростником в окружении смешанного лиственничного леса.

## Фауна
На берегах водоёма гнездятся скопа, белоплечий орлан, орлан-белохвост, чирок-клоктун и дальневосточный кроншнеп. Летом замечены чёрный аист, пискулька, сапсан и беркут. Во время миграций на Орели останавливается множество лебедей-кликунов, а также других водоплавающих и околоводных птиц.
В водах озера в большом количестве обитают карась, окунь, налим и др. Также рыб редких видов встречаются сом Солдатова, чёрный амур и окунь-ауха.

## Охрана природы
В западной части озера Орель создан охотничий заказник краевого значения «Приозерный» площадью 29,5 тыс. га.